# René Thône
 (septembre 2017).
Si vous disposez d'ouvrages ou d'articles de référence ou si vous connaissez des sites web de qualité traitant du thème abordé ici, merci de compléter l'article en donnant les références utiles à sa vérifiabilité et en les liant à la section « Notes et références ».
René Thône (Couillet 9 août 1894 - Charleroi 13 juillet 1968) est un homme politique belge, militant wallon, qui fut Député permanent de la Province de Hainaut de 1934 à sa mort. 

## Biographie
Il fut étudiant à  l'Université du Travail de Charleroi, subit l'influence de Jules Destrée et Paul Pastur. Collaborateur de Paul Pastur, il lui succèdera en 1938 à la tête de l'Université du Travail et devint le chef de file des socialistes du Hainaut détenant un mandat politique. Très soucieux de promouvoir l’enseignement technique, préoccupé de la formation à donner aux cadres et aux ouvriers de l'industrie, il présidera une dizaine d’écoles techniques supérieures dans sa province.
En 1940, il se retrouve sur les routes de l'Exode  puis s'engage dans la Résistance et adhère à Wallonie libre. Il participera aussi à l'action du Rassemblement démocratique et socialiste wallon de 1942 à 1943, mouvement qui prône une république wallonne comme étape d'une union économique et d'une alliance militaire avec la France, ainsi que la suppression des classes privilégiées, la socialisation des holdings, des banques et des assurances. En 1943, il fonde le Conseil économique wallon avec Max Drechsel, Maurice Bologne, Gérard-Octave Pinkers, Jules Hiernaux et Aimée Bologne-Lemaire. Comme fondateur de l'Association pour le Progrès intellectuel et artistique de la Wallonie en 1938, il sera à l'origine également de l'Institut Jules Destrée qui devint le nom de cette association en 1960.
Il est un participant attentif au Congrès national wallon de Liège des 20 et 21 octobre 1945. Il estime dans le journal de Wallonie libre que le Congrès doit se prononcer contre tout bilinguisme en Wallonie et pour l'autonomie de celle-ci dans le cadre de la Belgique. Il défend ces idées au Congrès national wallon. Après le Congrès, il fait partie de la Commission des Questions institutionnelles présidée par Fernand Dehousse et chargée de préciser cette idée d'autonomie. Lors du Congrès national wallon (1946), il se prononce en faveur du fédéralisme et estime que Bruxelles doit décider elle-même de sa place dans le pays. 
En 1948, il est l'un des douze membres non parlementaires désignés par la Chambre pour siéger au Centre Harmel (1948-1958). Président de la section de Couillet de Wallonie libre (1945), il doit limiter son action au sein du Mouvement wallon en raison de l'importance de ses responsabilités politiques au sein du PSB. Comme député permanent, il use de son influence pour faire élever une statue à Jules Destrée en 1956. Lors de la Grève générale de l'hiver 1960-1961, il assurait depuis quelque temps la fonction de gouverneur de la Province de Hainaut ad interim. Le gouvernement belge lui donne l'ordre de faire appel à l'armée contre les grévistes mais refuse d'obéir. Il est alors destitué comme gouverneur.
Il proposa à nouveau l'idée du fédéralisme en 1963 mais d'un fédéralisme plutôt centré sur les provinces, idée qui sera rejetée par le Mouvement wallon.
L'Encyclopédie du mouvement wallon lui consacre une notice et plusieurs instituts médico-pédagogique portent son nom comme à La Louvière et à Marchienne-au-pont et dans de multiples localités de la province dot il fut le député permanent.